# جندي المستقبل
جندي المستقبل هو مشروع عسكري دولي أطلقته الولايات المتحدة وحلفاؤها في أواخر التسعينيات.

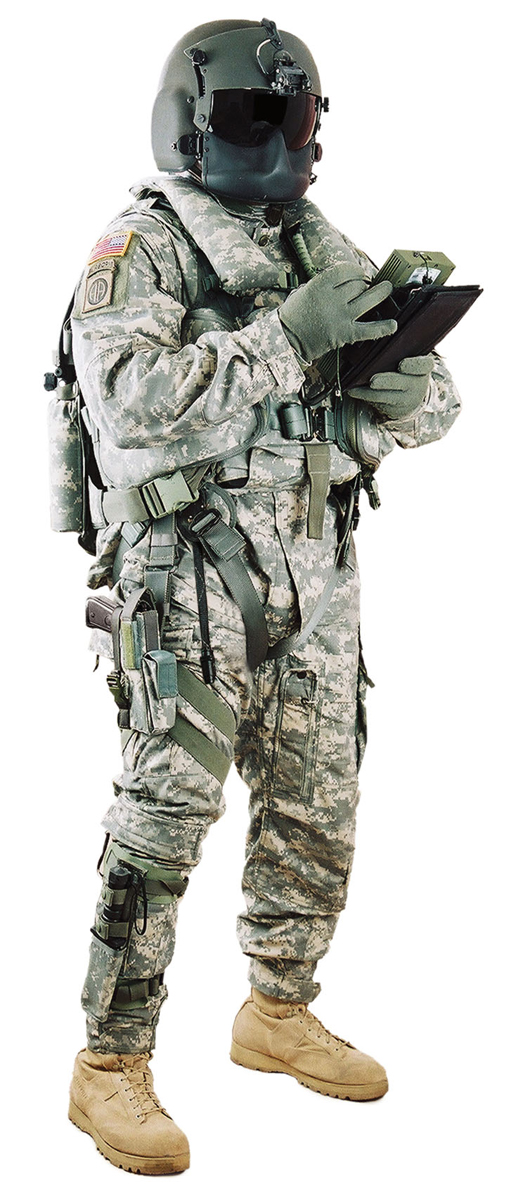
محارب جوي من جيش الولايات المتحدة، وهو جزء من أنظمة القتال المستقبلية

سيتم تحقيق التفوق على القوات البرية للعدو من خلال تجهيز الجندي القتالي الأرضي العادي بمجموعة متكاملة من الأزياء والمعدات عالية التقنية. وسيتم ربطها بمجموعة من موارد المعلومات المؤرشفة في ساحة المعركة في الوقت الحقيقي. سيحتاج الجنود بالإضافة إلى نسخ محسنة من المعدات الموجودة (البندقية، المسدس، السكين، الخوذة، الدروع، الزي العسكري) إلى أشكال جديدة من المعدات التي ستصبح ممكنة عندما تصبح الأنواع الجديدة ومجموعات التقنيات قابلة للاستخدام في ساحة المعركة. 

## المعرض
معرض جندي المستقبل هو معرض دولي يركز بشكل أساسي على مسألة المكونات الفردية لمشروع "الجندي الراجل"، وعلى نتائج الأبحاث والتقنيات والمواد الجديدة والمفاهيم وفرص التعاون الدولي في تنفيذ النظام المتكامل لجندي المستقبل ولتأمين قابلية التشغيل البيني لمكوناتها الفردية في عمليات زمن الحرب ووقت السلم.
أقيم المعرض الأخير لجندي المستقبل في أكتوبر 2012 في براغ.  يُنَظَّم هذا الحدث تحت رعاية مدير التسلح الوطني بوزارة الدفاع في جمهورية التشيك.
في عام 2014، تمت إعادة تسمية مشروع جندي المستقبل من قبل المؤسس إلى معرض ومؤتمر قوى المستقبل وتم بيعه إلى منتدى قوى المستقبل.